# Lupcourt
Lupcourt ist eine französische Gemeinde mit 416 Einwohnern (Stand: 1. Januar 2022) im Département Meurthe-et-Moselle in der Region Grand Est (bis 2015 Lothringen). Sie gehört zum Arrondissement Nancy und zum Kanton Jarville-la-Malgrange. Die Einwohner werden Loups genannt.

## Geografie
Lupcourt liegt etwa 13 Kilometer südsüdöstlich von Nancy. Umgeben wird Lupcourt von den Nachbargemeinden Ville-en-Vermois im Norden und Osten, Azelot im Süden, Flavigny-sur-Moselle im Südwesten, Richardménil im Westen sowie Ludres im Nordwesten.

## Bevölkerungsentwicklung
| Jahr                       | 1962 | 1968 | 1975 | 1982 | 1990 | 1999 | 2006 | 2019 |
| Einwohner                  | 159  | 146  | 195  | 286  | 273  | 278  | 352  | 428  |
| Quellen: Cassini und INSEE |      |      |      |      |      |      |      |      |

## Sehenswürdigkeiten
- Kirche Saint-Nicolas aus dem 18. Jahrhundert
- Schloss Lupcourt aus dem beginnenden 18. Jahrhundert

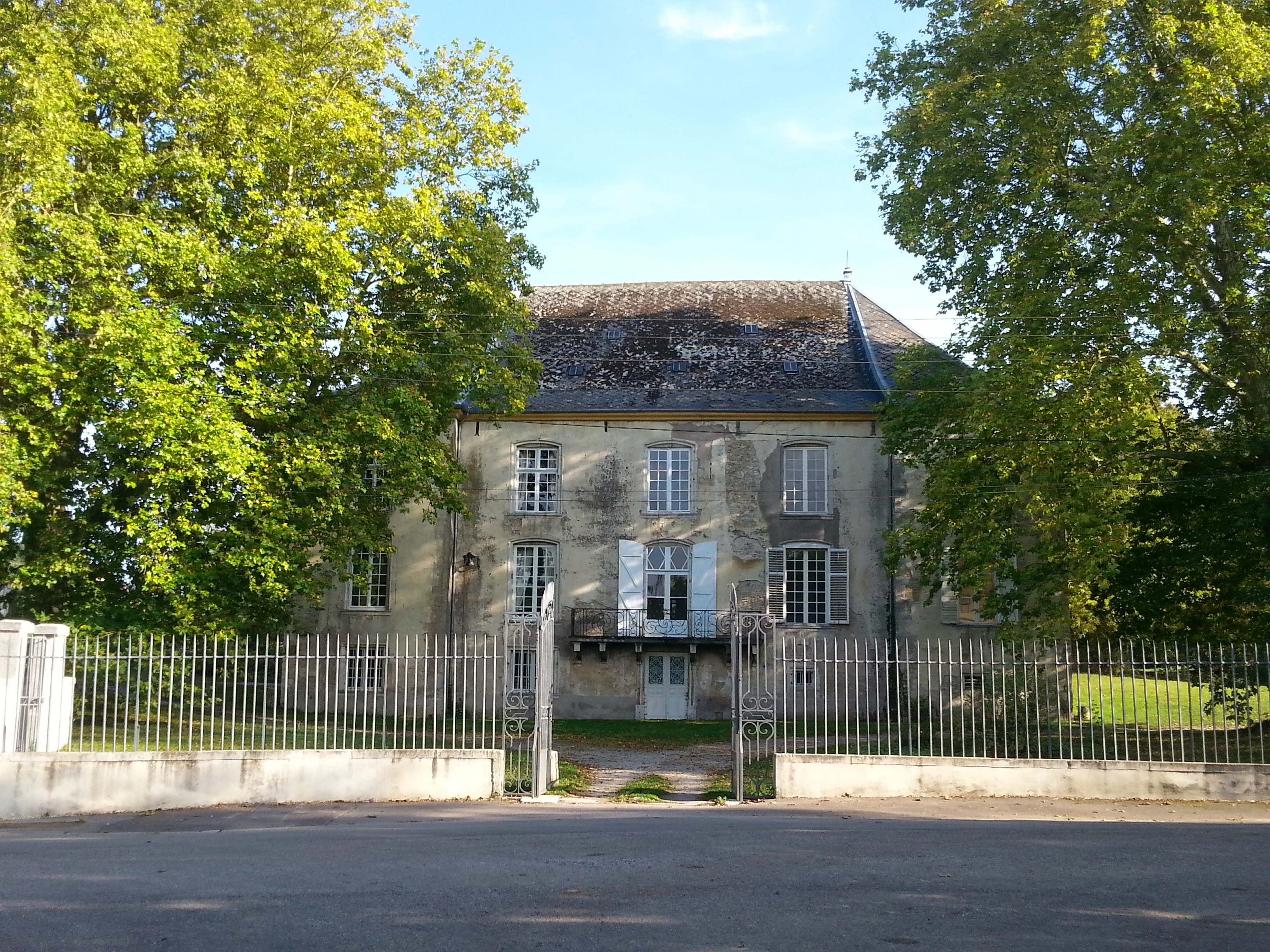
Schloss Lupcourt

- Turm aus dem 16. Jahrhundert